# Nae Gheorghe Mazilu
Nae Gheorghe Mazilu (n. 12 august 1933, București – d. 19 iunie 2001, București) a fost un actor român.

## Biografie
A absolvit Institutul de Artă Teatrală și Cinematografică din București, la clasa profesorului Ion Șahighian. A activat ca actor la Teatrul Tineretului din Piatra Neamț (1959-1960), Teatrul Național din Craiova (1960-1961), Teatrul de Comedie și Teatrul Ion Creangă din București (1961-1966) și din nou la Teatrul Național din Craiova (din 1966 șli până la ieșirea la pensie).
Nae Gh. Mazilu a jucat în cel puțin 28 de filme importante în istoria cinematografiei românești precum Toamna bobocilor (1975), Pintea (1976) sau Iarna bobocilor (1977).

## Filmografie
- Vifornița (1973)
- Toamna bobocilor (1975) - tâmplarul cu copârșeul
- Pintea (1976) - Irimie
- Bunicul și doi delincvenți minori (1976)
- Buzduganul cu trei peceți (1977) - părintele Luca
- Iarna bobocilor (1977) - Simion
- Gustul și culoarea fericirii (1978)
- Vlad Țepeș (1979)
- La răscrucea marilor furtuni (1980) - țăranul invalid Zamfir
- Destine romantice (1982)
- Plecarea Vlașinilor (1983)
- Întoarcerea din iad (1983)
- Întoarcerea Vlașinilor (1984)
- Sosesc păsările călătoare (1985)
- Primăvara bobocilor (1987) - țăran bătrân
- Flăcări pe comori (1988)
- Expediția (1989)
- Harababura (1991)
- Undeva în Est (1991)